# László Hartmann
Pour les articles homonymes, voir László et Hartmann.
Ládiszlav Hartmann, dit László Hartmann né le 17 août 1901 à Budapest et mort le 16 mai 1938 à Tripoli (à près de 37 ans), est un pilote automobile hongrois sur circuits en Grand Prix, également spécialiste de courses de côte durant les années 1930.

## Biographie
De famille aisée, il débute modestement et discrètement sur une Hupmobile, puis, il s'achète en 1929 la Bugatti Type 35B du comte Tivadar Zichy, avec laquelle il bat plusieurs records nationaux de vitesse dans sa catégorie durant les fêtes de fin d'année. Il s'offre également une Bugatti Type 37 en 1930.
En 1930 toujours, il devient vice-champion d'Europe de la montagne en catégorie voitures de course, derrière Hans Stuck. Remarqué par Ettore Bugatti, il obtient une puissante Bugatti Type 51 qui lui permet de remporter les éditions 1932 et 1933 de la côte de Guggerberg.
À partir de 1935, il court aux volants de Maserati, d'abord une 8CM, puis une 6CM ex-Tazio Nuvolari (dès 1937). Maserati fait de lui un pilote semi-professionnel, rapidement salarié par l'entreprise.
En 1937, il se classe onzième du championnat d'Europe des pilotes (alors qu'en 1935 il était vingt-et-unième). Mais ses nouvelles voitures italiennes ne peuvent rivaliser pour les premières places avec les Flèches d'Argent allemandes.
En 1938, pour la première épreuve de la saison, il est victime d'un grave accident au Grand Prix de Tripoli, lors d'une collision avec Giuseppe Farina qui veut le dépasser au bénéfice d'un moteur plus puissant. Il est retiré la colonne vertébrale brisée et décède le lendemain matin à l'hôpital de Tripoli. Quelques minutes plus tôt, Eugenio Siena trouvait lui aussi la mort, en voulant éviter de toucher Franco Cortese le leader des voiturettes. Les organisateurs du Grand Prix organisaient pour la première fois une course conjointe avec ce type de voitures, désorganisant son déroulement sur le type tracé de leur épreuve, avec un enchaînement de plusieurs autres accidents.
Après une cérémonie locale à laquelle participe le général Badoglio, un avion militaire italien rapatrie la dépouille de László Hartmann dans son pays. Il est enterré au cimetière de Rákoskeresztúr, un arrondissement de Budapest.

## Résultats en course

### Résultats en Grands Prix
3 podiums, 24 places dans les 10 premiers, 44 courses disputées en 9 saisons
- 2e de l'Eifelrennen 1932
- 3e du Grand Prix de Lviv 1932

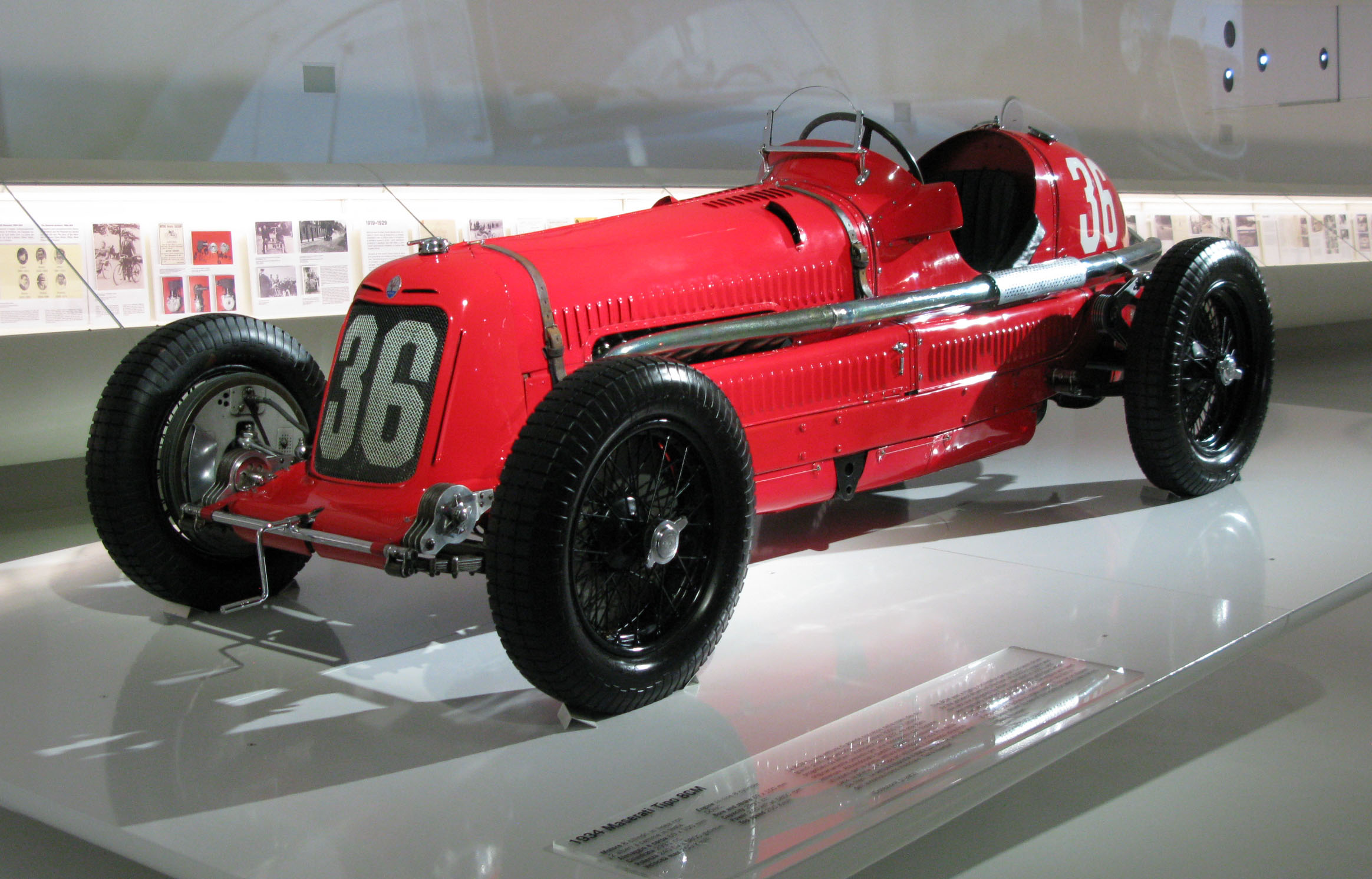
Exemple de Maserati 8CM.

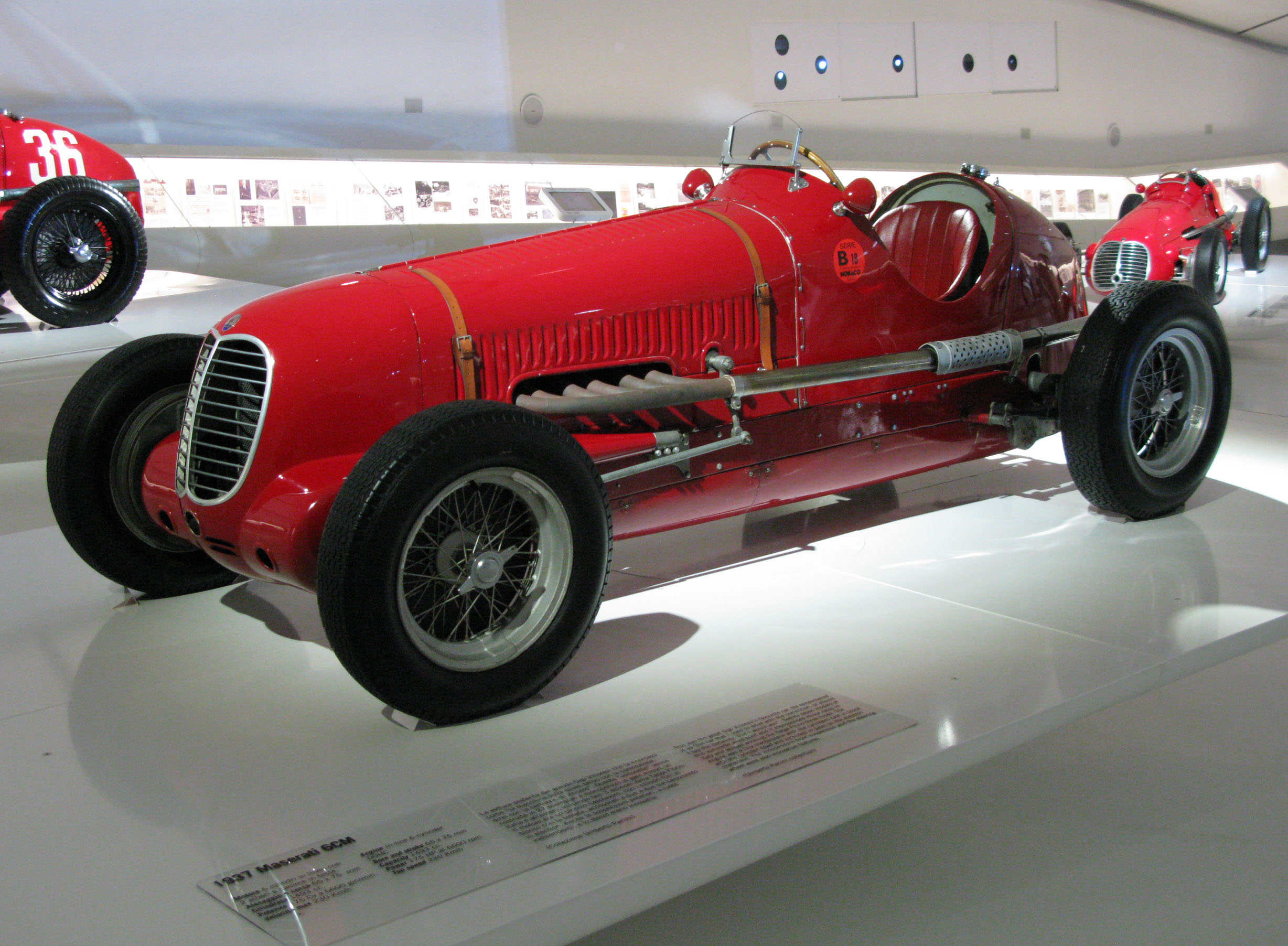
Exemple de Maserati 6CM.

- 3e du dixième Grand Prix du Comminges, en 1935 (sur Maserati 8CM)
- 4e du Grand Prix des Frontières 1935
- 4e de la Coppa Montenero 1936
- 5e de l'Avusrennen 1931
- 5e de l'Eifelrennen 1933
- 5e du Grand Prix de Tchécoslovaquie 1933 et 1935

### Résultats sur voiturettes
- 2e du Grand Prix d'Allemagne 1932
- 3e du Grand Prix de Tchécoslovaquie 1937

### Victoires en courses de côte
11 victoires nationales, de 1930 à 1935
- Guggerberg (près de Budapest), en 1930, 1931, 1932, 1933 et 1935 sur Bugatti
- Hármashatár-hegy (près de Budapest), en 1930 et 1935 sur Bugatti
- Parád-Gyöngyös (Mátra Hill), en 1930 sur Bugatti
- Gödöllő (près de Budapest), en 1934 sur Bugatti
- Feleac (près de Cluj-Brașov), en 1935 sur Maserati
- Dobogókő, en 1935 sur Maserati.